# Hemorrhois nummifer
Espèce
Synonymes
- Coluber tyria Linnaeus, 1758
- Coluber nummifer Reuss, 1834
- Periops neglectus Jan, 1863
- Zamenis fedtschenkoi Strauch, 1873
- Zamenis ravergieri Boulenger, 1887
- Zamenis glazunowi Nikolsky, 1896

Hemorrhois nummifer est une espèce de serpents de la famille des Colubridae.

## Répartition
Cette espèce se rencontre :
- en Arménie ;
- à Chypre ;
- dans le nord-est de l'Égypte ;
- en Grèce, dans les îles de la mer Égée notamment Kalymnos, Cos ou Lipsi ;
- dans le nord de l'Irak ;
- dans le nord-est de l'Iran ;
- en Israël ;
- en Jordanie ;
- dans l'est du Kazakhstan ;
- au Kirghizstan ;
- au Liban ;
- en Ouzbékistan ;
- en Russie, en Ciscaucasie ;
- en Syrie ;
- au Tadjikistan ;
- au Turkménistan ;
- en Turquie, dans sa partie asiatique.

## Publication originale
- Reuss, 1834 : Zoologische miscellen. Reptilien, Ophidier. Abhandlungen aus dem Gebiete der beschreibenden Naturgeschichte, vol. 1, p. 129-162.